# Tiki mug

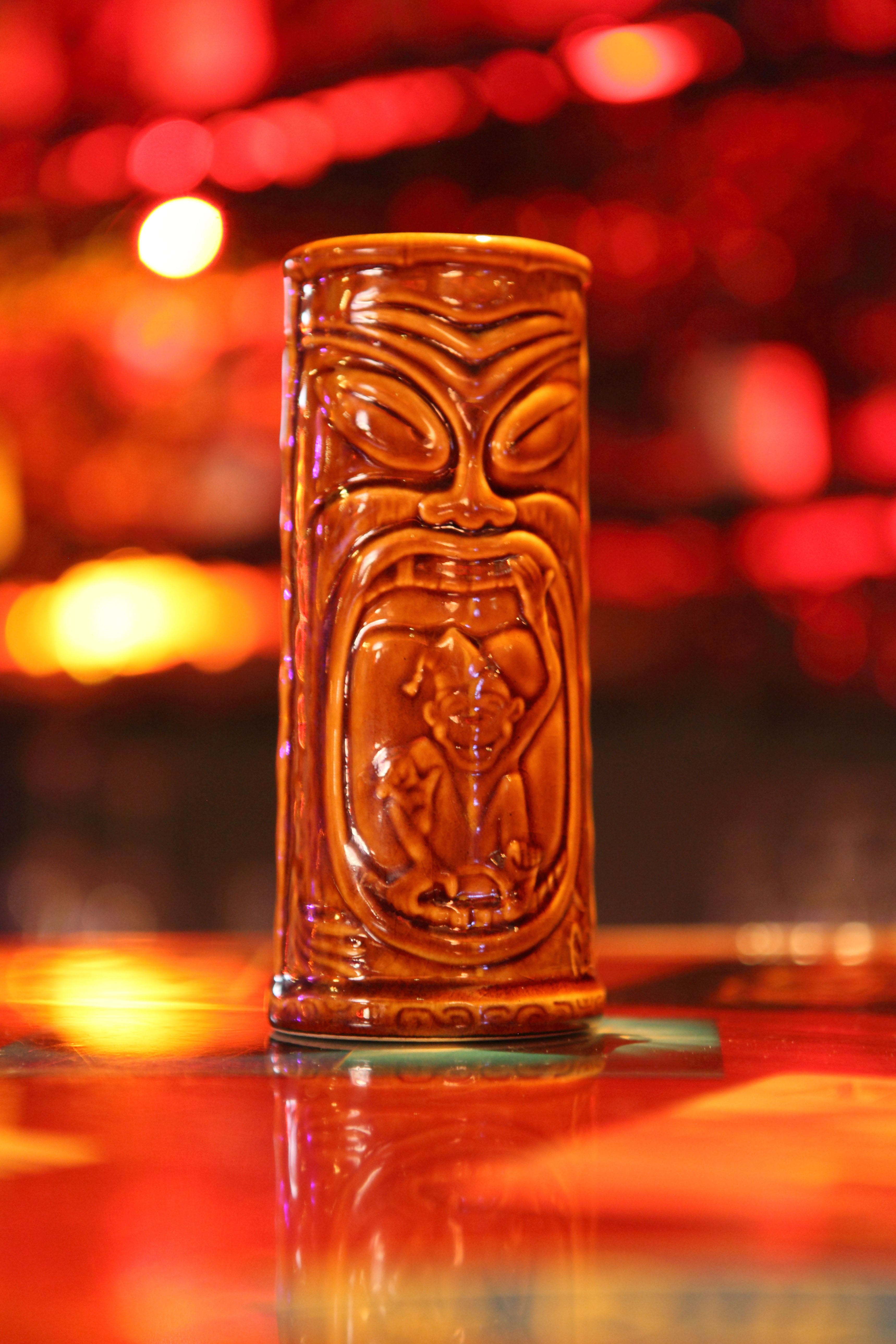
Una Tiki mug in un tipico locale Tiki

Le Tiki mug (letteralmente, "tazza Tiki") sono grandi bicchieri di ceramica, utilizzati per la preparazione di cocktail, che hanno avuto origine nei tipici locali di cultura Tiki e in vari ristoranti a tema tropicale. Il termine Tiki mug indica in modo generico una grande varietà di bicchieri che ritraggono volti o figure umane che richiamano i paesi polinesiani o altri luoghi esotici. Le Tiki mug si trovano di rado al di fuori dei locali Tiki, ma rappresentano ormai degli oggetti kitsch da collezione.

## Storia
Le Tiki mug sono state utilizzate nei locali Tiki dalla fine degli anni 1950, ma sono proliferate a partire dagli anni 1960 in corrispondenza con l'aumento di popolarità della tradizione Tiki nella cultura popolare polinesiana.
Negli anni 1980 sono diventate oggetti ricercati e da collezione, mentre negli anni 1990 sono iniziate ad essere considerate vere e proprie forme d'arte, contribuendo a rendere popolari locali statunitensi come il Don the Beachcomber e il Trader Vic's.
Nonostante gli appassionati e gli artisti ceramisti, in piccola parte, abbiano continuato a produrre in autonomia questi bicchieri, e le grandi aziende abbiano prodotto in larga scala questi souvenir di interesse promozionale per i locali fin dagli anni 1960, è grazie alla rinascita della popolarità della cultura Tiki negli anni 1990 e, in seguito, dal 2008 in avanti che sono state prodotte nuove versioni delle Tiki mug.

## Galleria d'immagini

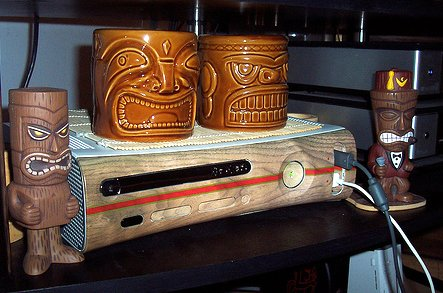
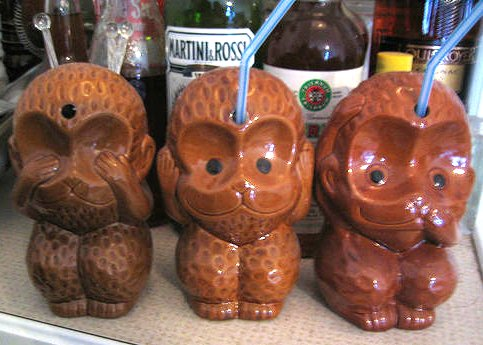
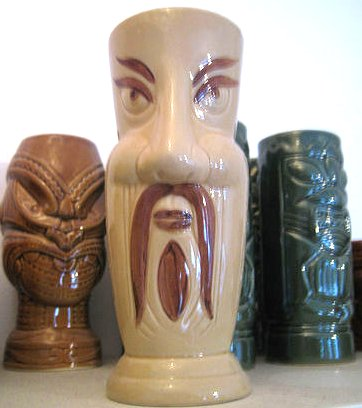
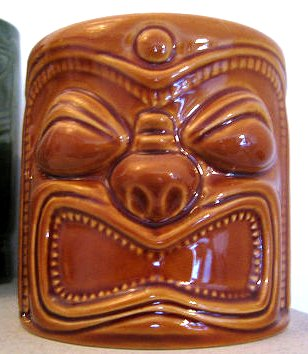
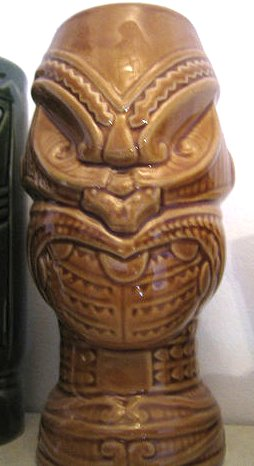
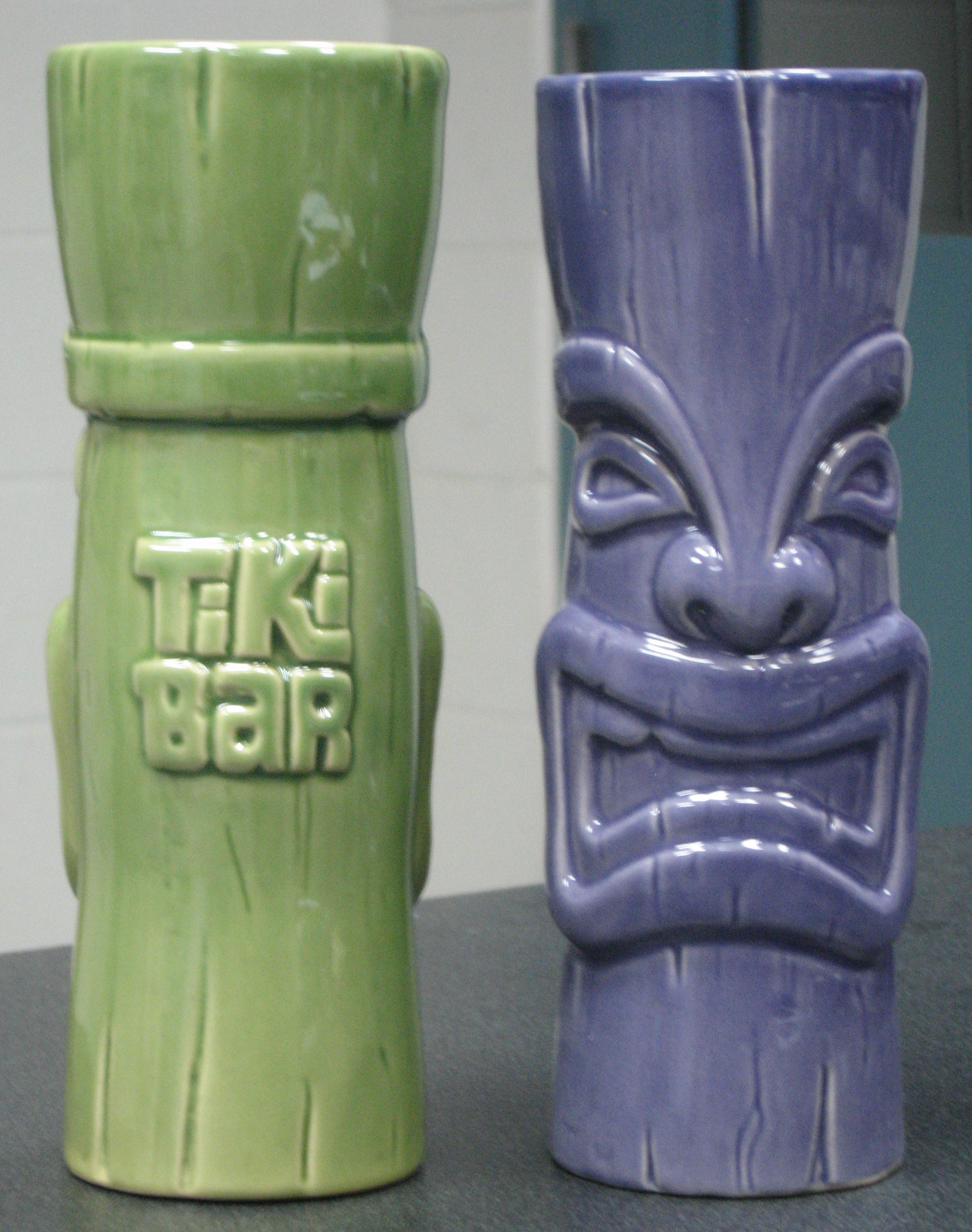